# JR東海311系電車
311系電車（311けいでんしゃ）は、東海旅客鉄道（JR東海）の直流近郊形電車である。

## 概要
1989年（平成元年）7月9日のダイヤ改正における金山総合駅の開業およびそれに伴う東海道線の新快速・快速増発用として設計・開発された。基本設計は同社の211系5000番台に準じているが、快速列車用として座席が転換クロスシートになるなど、一部変更が加えられている。
4両編成15本（60両）が製造された。製造は日本車輌製造・日立製作所・近畿車輛・川崎重工業が担当した。

## 構造

### 車体
211系と同じく軽量ステンレス鋼を採用した。先頭部は繊維強化プラスチック (FRP) 製で、前面に大形の曲面ガラスを使用、また曲面を強調したデザインとしたため100mm車体が長くなっている。
出入口は片側3か所ずつで、両開き扉としている。客室の側窓は、戸袋窓を除き1段下降式の2連窓という形態が通常だが、一部編成では2連窓も固定式とされている（後述）。
車体に巻かれた帯の色はコーポレートカラーがベースになっており、前面はアイボリーのFRPにオレンジ色の帯で、側面にも窓下および幕板部にオレンジ色の帯を配している。前面および側面窓下の帯は白色の縁取りがある。
先頭車の先頭部に、自動解結装置と電気連結器が付属する密着連結器を装備する。中間部の連結器はすべて半永久連結器で、軽量化とコストの削減を図っている。貫通幌はクモハ311形の先頭部に取り付けられている。

### 車内
内装はグレー系の色調で統一されている。客室の座席はすべてクロスシートで、出入口脇と車端部は固定式、それ以外の中央部は転換式のクロスシートが配置されている。座席間隔（シートピッチ）は910mmで、ドア間に6列、車端部に2列のクロスシートが並ぶ。転換式クロスシートは213系5000番台に使用されたものを基本にシートバックの高さを約30mm高くし、座り心地の向上を図っている。車内照明も、カバー付きで客室全長に亘るものとされた。
クハ310形には和式トイレが設置されている。このトイレの外側壁面にはJRの普通車両では初めてとなるテレホンカード式公衆電話が設置されたが、2007年3月ダイヤ改正で使用停止となり撤去された（屋上のアンテナは撤去されていない）。
車内の情報サービスを充実させるため、発光ダイオード (LED) 式の車内情報案内装置が各車両の妻仕切壁に取り付けられている。この装置には、列車種別・行先・停車駅名・乗り換え案内・営業案内が表示され、デジタル時計と一体化されている。
先頭車両の前面貫通扉上方には列車種別表示器が、その右側には行先表示器が設置されている。また、側面にも左側が列車種別・右側が行先と独立して動く表示器が設置されている。
冷房装置は当初、全車が集約分散式のC-AU711D形 (18,000kcal/h) 2基を搭載したが、先頭車についてはより能力の大きいC-AU713形に交換された。工事は1996年度までに完了している。

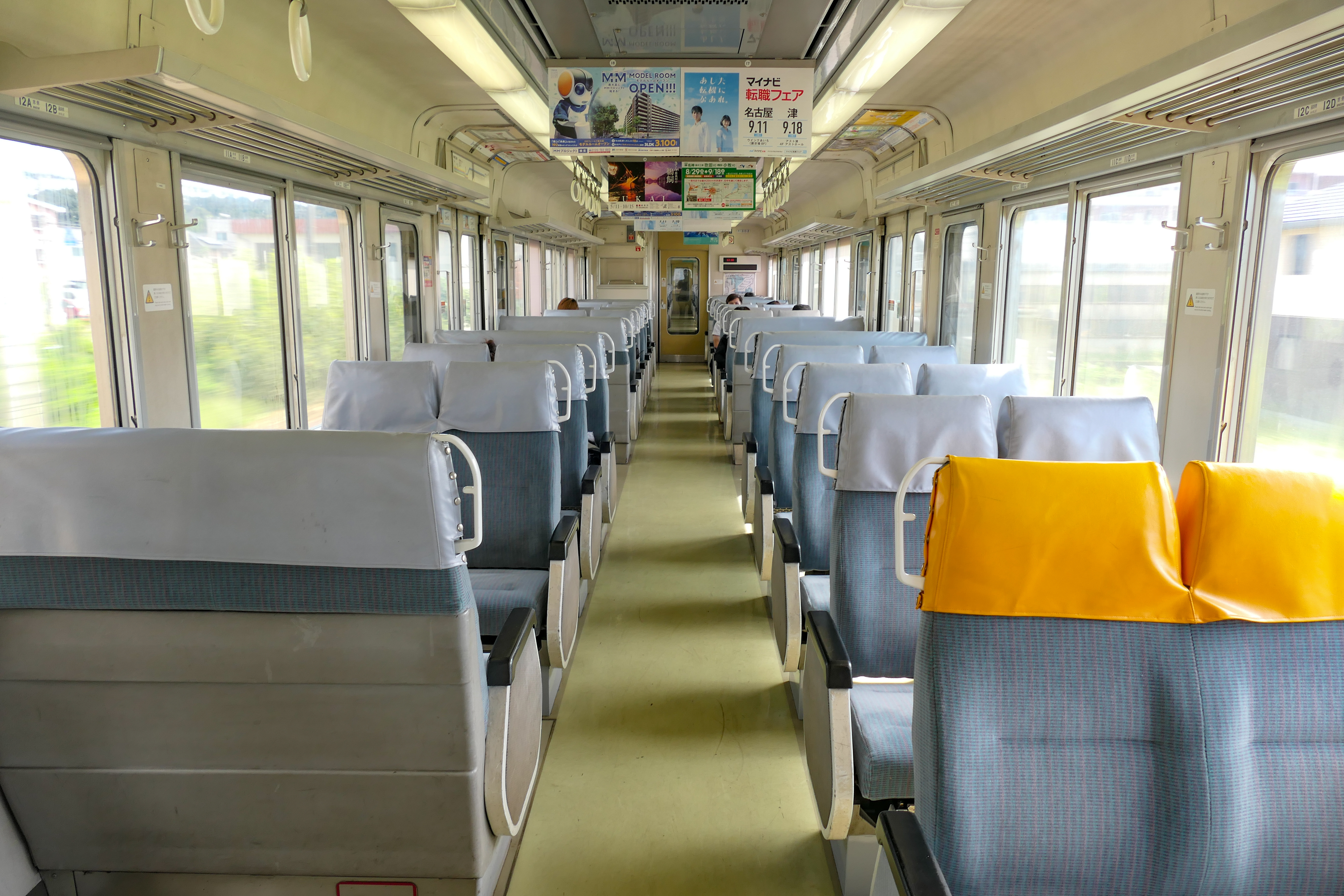
車内
クロスシート
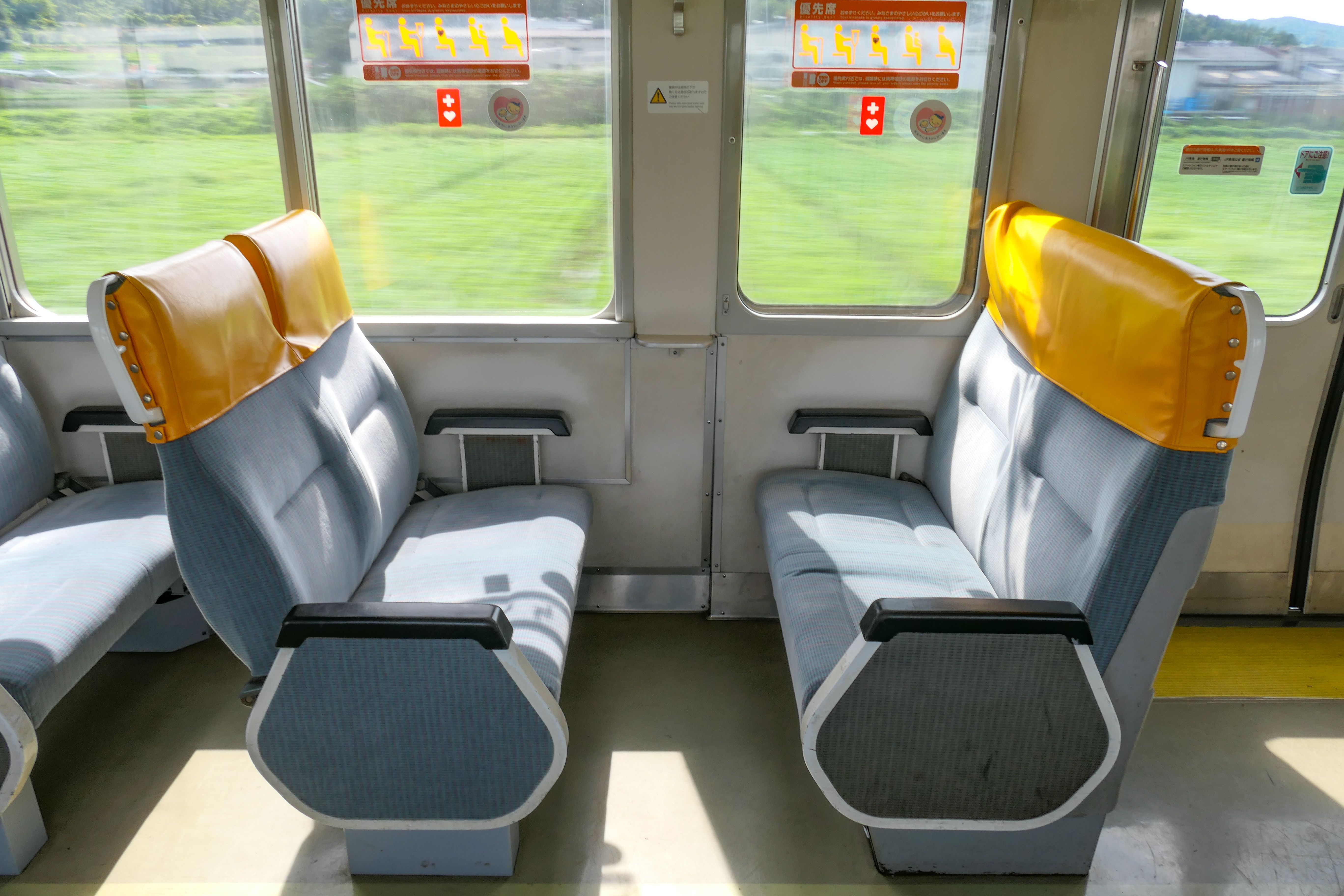
優先席
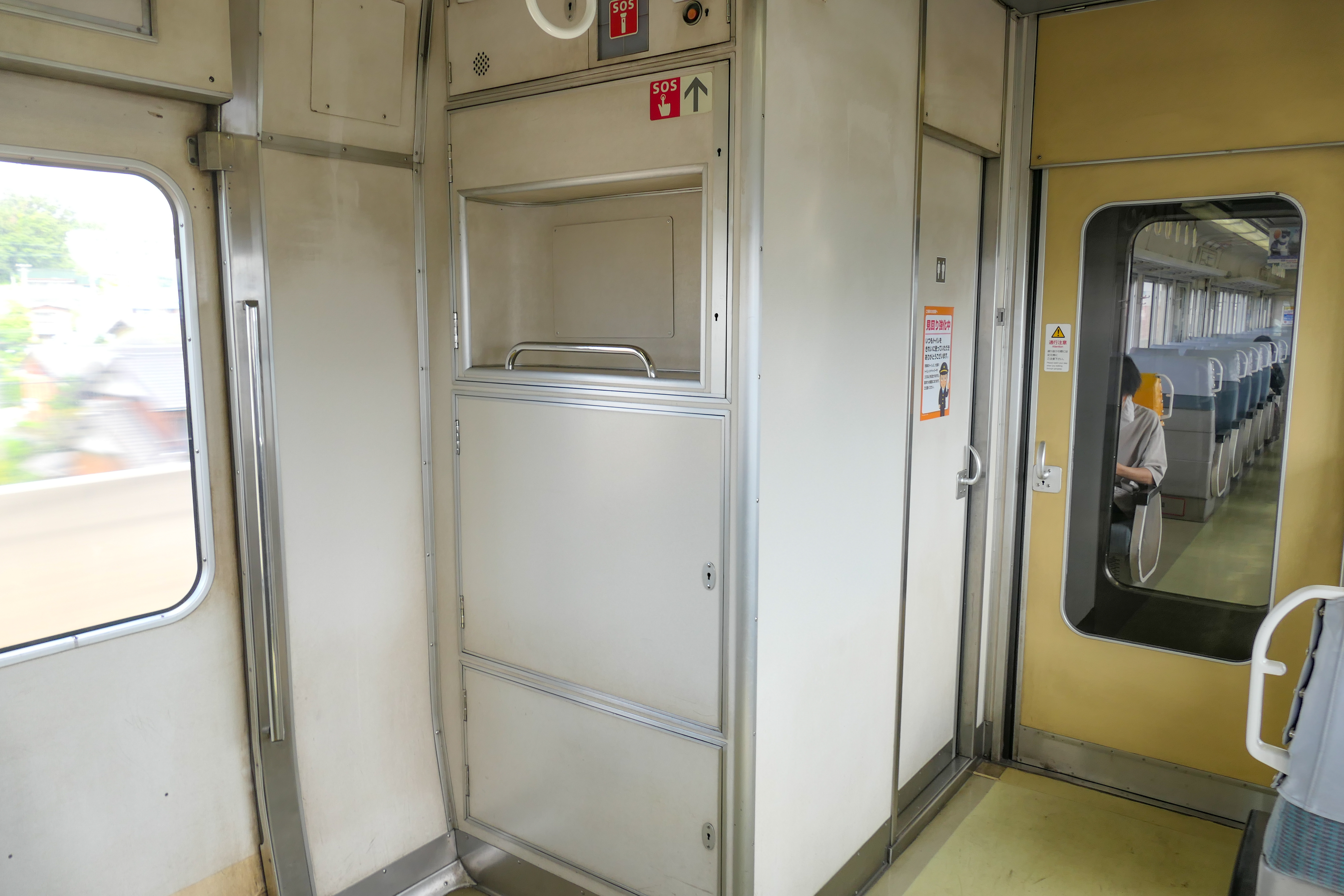
トイレ
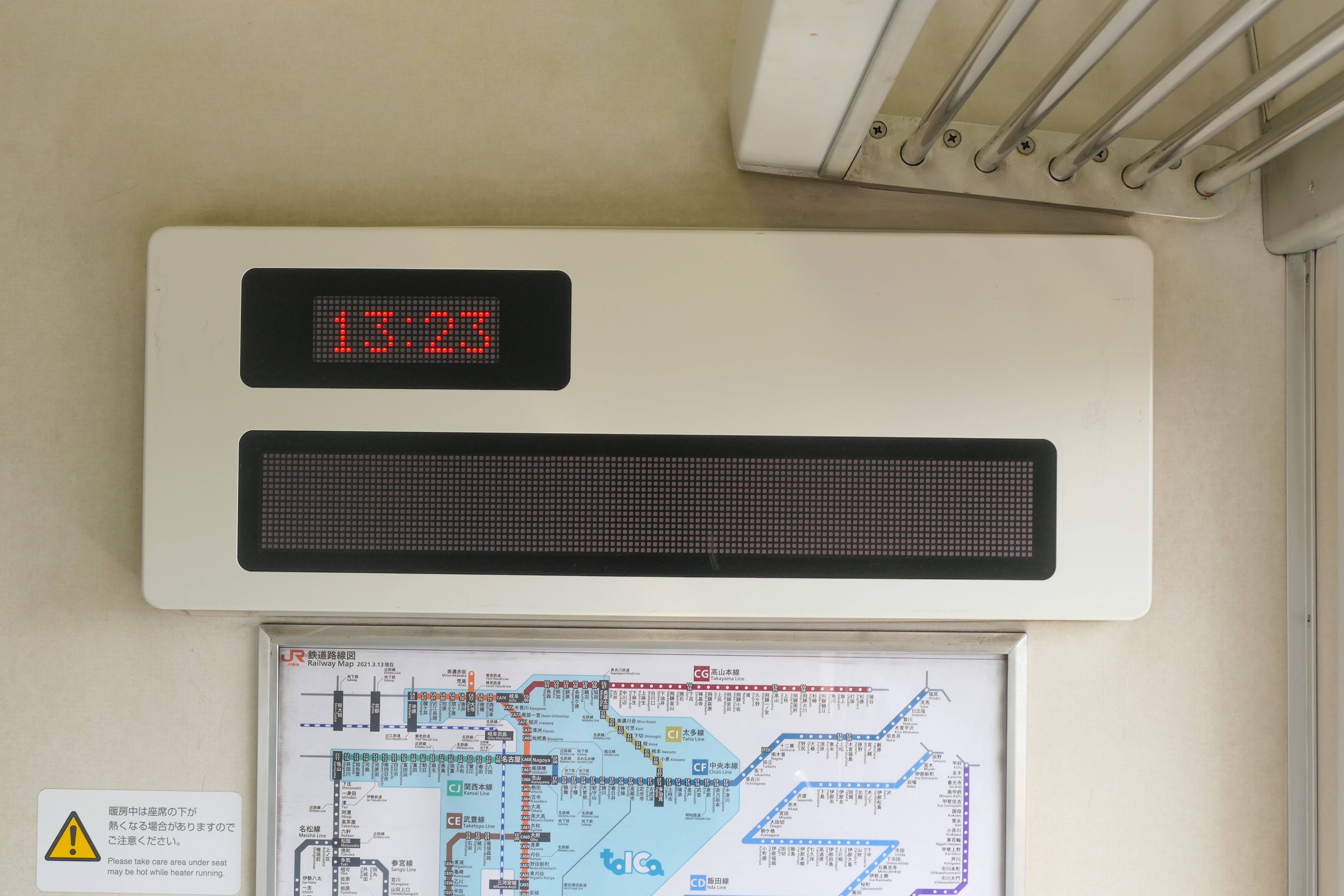
車内情報案内装置

### 機器類
主電動機は211系と同型の直流直巻整流子電動機（120kW、社内形式C-MT61A形）で、電動車1両あたり4基搭載する。最高速度は120km/hである。
制御方式は直並列組合せ抵抗制御・界磁添加励磁制御で、制御装置の形式はC-CS57A形である。補助電源装置はブースタ式コンバータ (SCV) 方式で、制御方式とともに211系5000番台で実績のある方式を採用している。
台車は空気ばね式の軽量ボルスタレス台車で、形式は電動車用がC-DT56形、付随車用がC-TR241形である。いずれも高速運転に対応するためヨーダンパが取り付けられている。
ブレーキ方式は、電気指令式空気ブレーキである。回生ブレーキ・抑速ブレーキを搭載するほか、110km/h以上のブレーキ初速度で作用する増圧システム（15%増圧）も付加されている。その他にも保安ブレーキとして直通予備ブレーキを搭載し、滑走検知ブレーキ・耐雪ブレーキの準備工事が新造時より行われている。基礎ブレーキ装置は、C-DT56形が片押し式踏面ブレーキを、C-TR241形が片押し式踏面ブレーキとディスクブレーキを装備する。警笛はAW-2型ホイッスルとAW-5型タイフォンを搭載する。
集電装置はクモハ311形に取り付けられている。製造時は、折りたたみ高さの低い菱形パンタグラフ（C-PS24A形）を搭載するとともに、取り付け部の屋根を20mm切り下げた低屋根構造とし、身延線を含むJR東海の全ての電化在来線で運用可能な仕様とされた。
保安装置として、自動列車停止装置ATS-ST・ATS-PT・緊急列車停止装置（EB装置）・緊急列車防護装置（TE装置）を装備する。

## 編成
G1 - G5編成、G6 - G13編成、G14・G15編成で形態が異なる。
1989年7月のダイヤ改正にあわせてG5編成までの20両が登場。1989年後期製のG6編成からは、先頭車前面の列車番号表示器が省略され、車外放送用のスピーカーの取付位置が車体吹寄せ部から屋根上の冷房装置カバー内に移り、カバー側面のスリット形状が変更された。列車番号表示器は車両番号を表しているだけで、列車番号表示器としては機能していない。また内装の色が異なっており、貫通扉の色が、G5編成まではクリーム色、G6編成からはダークグリーン色となっており、天井の中央部の色が、G5編成までは灰色、G6編成からは内装の化粧板と合わせた色となっている。
1990年製の最終増備車2本（G14・15編成）は、中央部ドア付近の8か所と車端部の窓が当初から固定式とされた。窓構造を除いた形態変更は、同時期製造の211系5000・6000番台や213系5000番台にも踏襲されている。なお、1990年製の2本と同様にその他の編成も中央部ドア付近の8か所と車端部の窓は固定式に変更されている。
|      |      | （名古屋駅基準）← 浜松・武豊・多治見米原 → |              |             |               |
| 形式 | 形式 | クモハ311 (Mc)                             | モハ310 (M') | サハ311 (T) | クハ310 (Tc') |
| 編成 | G1   | 1                                          | 1            | 1           | 1             |
| 編成 | ：   | ：                                         | ：           | ：          | ：            |
| 編成 | G15  | 15                                         | 15           | 15          | 15            |

Mc - 制御電動車 / M' - 中間電動車 / T - 中間付随車 / Tc' - 制御車

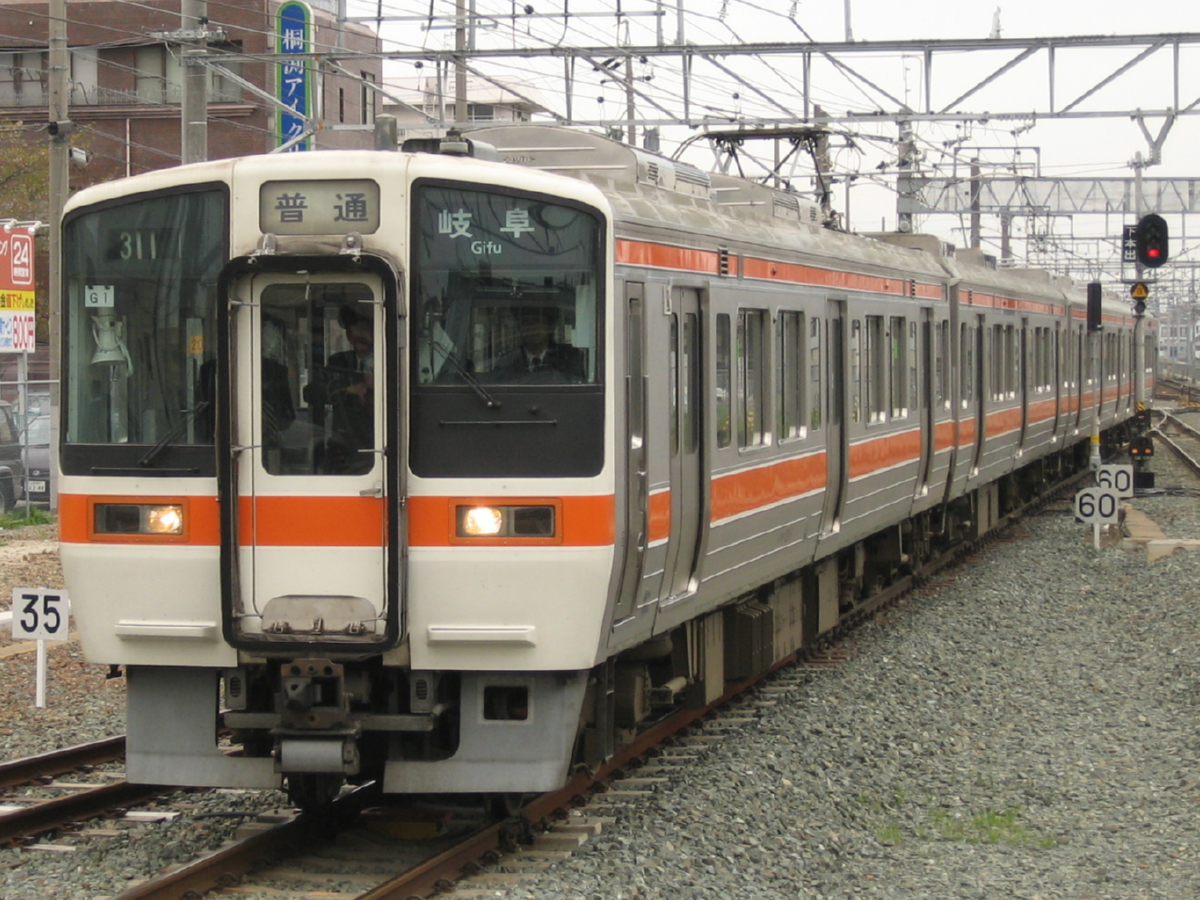
列車番号表示器があるG1編成
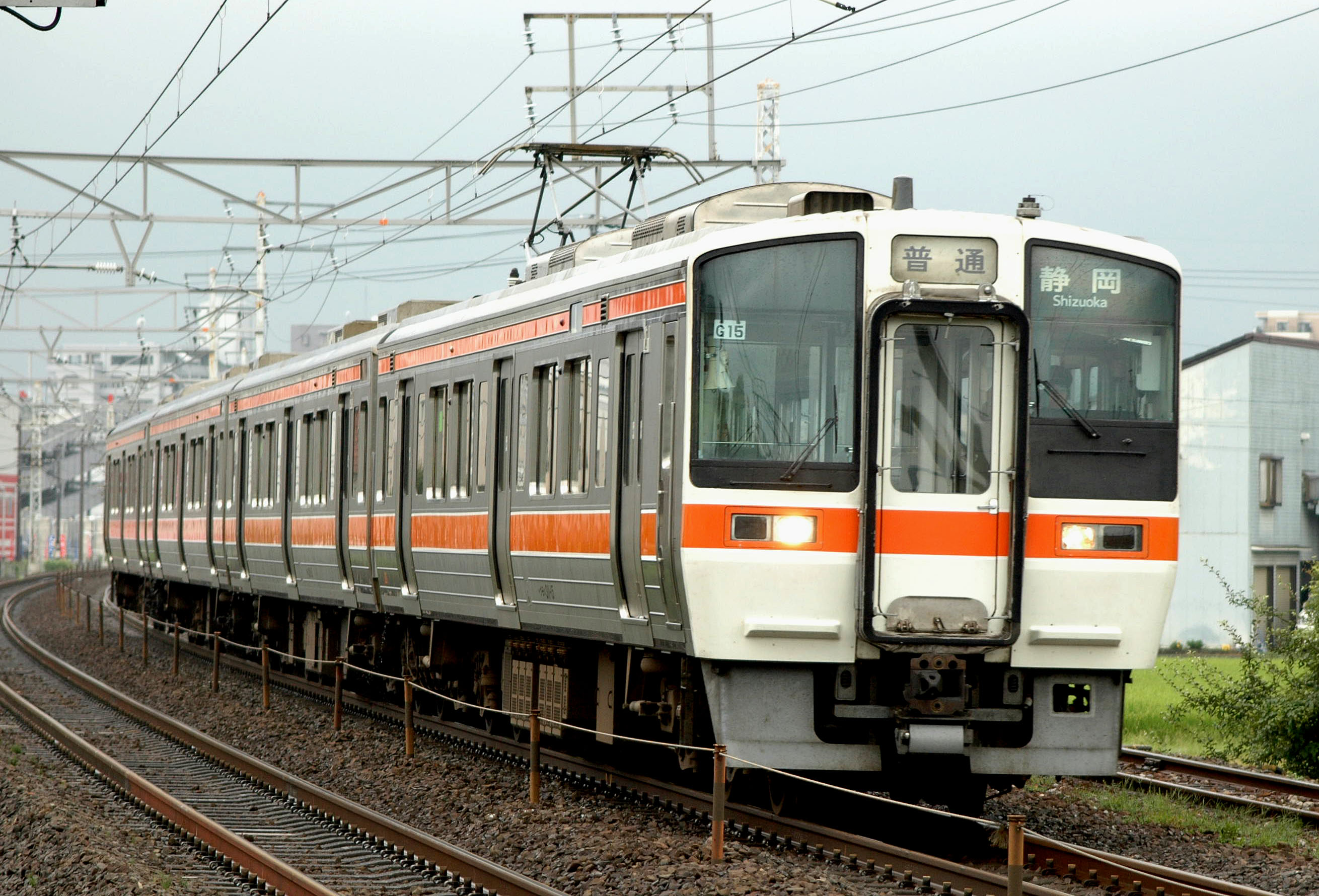
列車番号表示器がないG15編成

## 形式
本系列に該当する形式には、以下の4つがある。
クモハ311形
上り方（名古屋駅基準で浜松駅・武豊駅方）の制御電動車 (Mc) である。パンタグラフと主制御装置を搭載する。
最大寸法は長さ20,100mm、幅2,966mm、高さ3,970mmで、自重は35.3t（いずれも新造時、以下同じ）。定員は133人、座席定員は56人である。
モハ310形
クモハ311形とユニットを組む中間電動車 (M') である。コンバータ装置 (SCV) や電動空気圧縮機 (CP)、蓄電池を搭載する。
最大寸法は長さ20,000mm、幅2,966mm、高さ3,970mmで、自重は33.6t。定員は143人、座席定員は64人である。
サハ311形
中間付随車 (T) である。
最大寸法および定員・座席定員はモハ310形と同一。自重は24.2tである。
クハ310形
下り方（名古屋駅基準で米原駅方）の制御付随車 (T'c) である。トイレがある。
最大寸法は長さ20,100mm、幅2,966mm、高さ3,977mmで、自重は27.2t。新造時の定員は131人、座席定員は52人である。

## 改造

### 車椅子スペース整備工事
2003年（平成15年）8月から2005年（平成17年）12月にかけて、クハ310形全車に車椅子対応設備（車椅子スペース）の整備工事が実施された。改造の対象は車両の1位側（乗務員室次位の山側）で、改造内容は以下のとおりである。
- 転換式クロスシート2脚を撤去し、扉脇の固定シートを移設。合わせて荷物棚を短縮。
- 生じたスペースは普段立ち席となるので、これまではドア付近だけに設置されていたつり革を増設。
- 壁に手すりとヒーターを新設。
- この部分の側窓を固定式に変更[注 1]。

### バリアフリー対応改造
313系登場後は311系全車を対象に、2001年（平成13年）から転落防止幌が、2004年（平成16年）10月から2007年（平成19年）7月までにドアチャイムの新設工事が施工された。
313系4次車登場後には一部の編成において、同区分からのフィードバックで優先席のヘッドカバーとつり革の黄色のものへの交換・靴ずり部への黄着色追加が行われている。

### その他
2006年（平成18年）6月から2008年（平成20年）7月にかけて、パンタグラフを従来のひし形からシングルアーム式パンタグラフ（社内形式 C-PS27A形）へ交換された。2007年11月以降、ATS-PT形の取り付けが行われている。

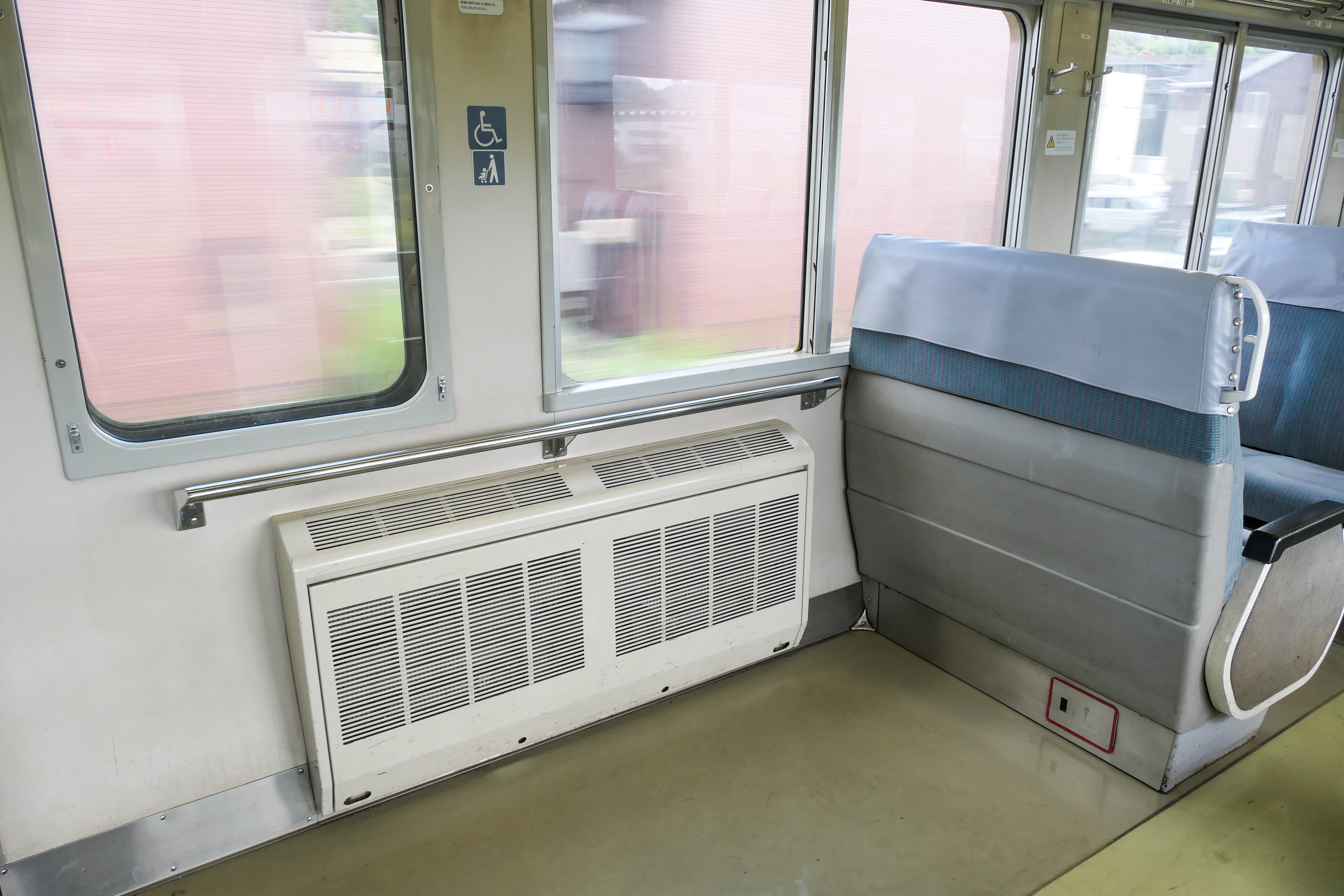
増設された車椅子スペース
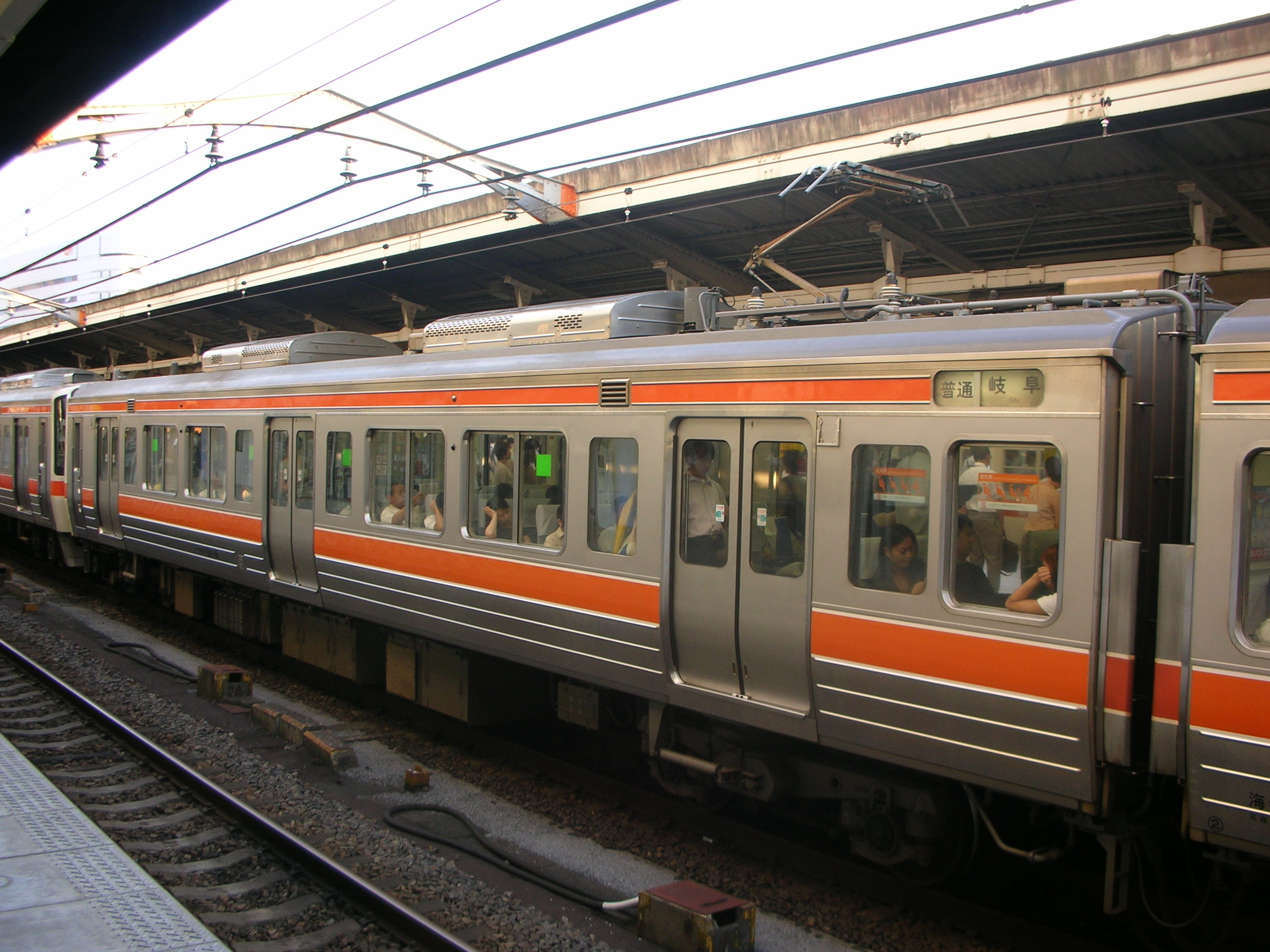
シングルアーム式パンタグラフに交換されたクモハ311-8

## 運用

### 定期列車

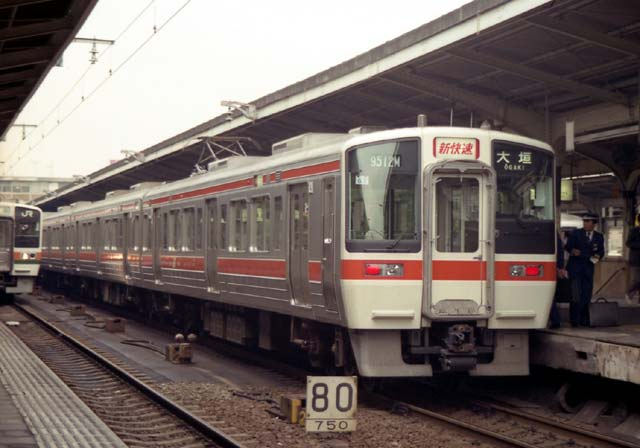
新快速導入当初の311系

登場当初から東海道本線の新快速を中心とした運用で使用されていたが、1999年（平成11年）に313系が投入されると主として浜松駅 - 岐阜駅間の普通列車が中心となったほか、113系に代わり静岡駅までの運用を開始した。

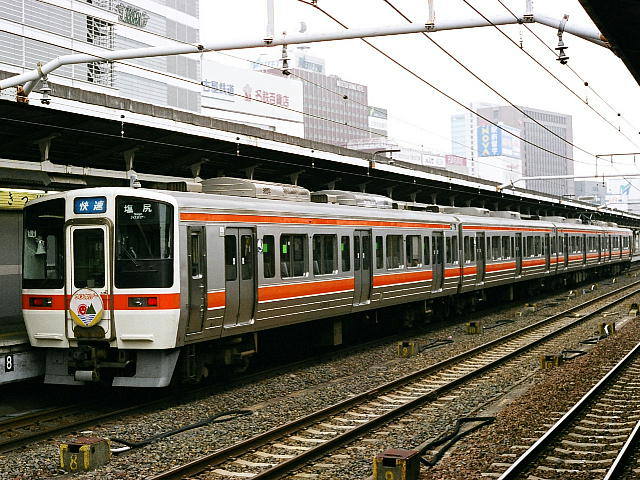
ナイスホリデー木曽路に使用されていた311系

2015年3月に電化された武豊線でも、名古屋駅直通の区間快速を中心に使用されていたが、2024年3月改正で撤退した。
2015年3月改正までは中央本線でも使用されていた。
2022年3月のダイヤ改正で本形式の浜松駅への定期運用が313系に置き換えられ静岡地区からは撤退したが、2023年3月改正で平日のみ浜松駅以西に乗り入れる運用が復活したものの、2024年3月改正で再度撤退した。
2024年3月のダイヤ改正から定期運用終了まで大垣駅 - 米原駅間の普通列車を中心に運用され、ラッシュ時の一部快速系統と早朝・深夜時間帯のみ豊橋駅 - 大垣駅間の運用があった。

### 臨時列車
定期運用がない飯田線や関西本線には、それぞれ臨時列車としての入線実績がある。
東海道本線の浜松以東においては、1989年から一時期に運行された「花の木金号」や、静岡地区の多客臨時列車などにて、浜松駅 - 静岡駅間を運行することもある。また、北陸本線では田村 - 長浜間直流化直後の1991年から、臨時列車「ナイスホリデー近江路」として西日本旅客鉄道（JR西日本）管内の北陸本線（琵琶湖線）長浜駅まで乗り入れたこともあった。

## 廃車
JR東海では本形式および211系・213系を置き換えるため、2022年より315系の投入を開始。これに伴い同年5月19日にG8編成とG12編成が廃車され、本系列初の廃車となった。2023年に入るとG13・G7・G9編成の順で廃車されている。
その後も廃車が進み、2025年6月30日をもって営業運転を終了、同年7月12日のG1・G11編成の廃車回送を兼ねたクラブツーリズム主催の臨時団体列車をもって完全退役となった。

## 車歴表
特記ない限りは2024年（令和4年）4月1日時点の情報を示す。
製造
- 日車：日本車輛製造
- 日立：日立製作所
- 近車：近畿車輛
- 川崎：川崎重工業

配置
- 大垣：大垣車両区